# Francesco Antonio Tullio
Francesco Antonio Tullio conosciuto anche con gli pseudonimi di Colantuono Feralintisco, Col'Antuono Feralintisco, Col'Antonio Ferlentisco, Tertulliano Fonsaconico, Filostrato Lucano Cinneo (Napoli, 1660 – Napoli, 7 marzo 1737) è stato un librettista e poeta italiano, fra i più celebri e prolifici della Napoli del Settecento.

## Biografia e percorso artistico
Scarse sono le notizie biografiche su Francesco Antonio Tullio. Si sa che nacque a Napoli nel 1660 (ma secondo taluni nel 1661) e che il suo primo libretto, La Cilla, scritto in lingua napoletana e musicato da Michelangelo Faggioli, vide la luce nel 1707. L'opera, di genere comico, presentata per la prima volta nel palazzo del principe di Chiusano, a Napoli, ottenne un notevole successo, che spinse il poeta a scrivere altri libretti musicati da alcuni noti compositori del tempo, fra cui Nicola Fago (Le fenziune abbenturate, 1710) e Antonio Orefice (Lo finto Armeneio, 1717). Per circa un decennio utilizzò, nella propria produzione poetica, esclusivamente il napoletano, e solo a partire dal 1717 alternò la creazione di libretti in lingua vernacola con quella in italiano. 
Nel 1718 il Teatro dei Fiorentini di Napoli, su suggerimento del più celebre musicista attivo all'epoca nella capitale partenopea, Alessandro Scarlatti, gli affidò la composizione del libretto de Il trionfo dell'onore, generalmente considerato uno dei massimi capolavori del teatro barocco napoletano. Il successo dell'opera, redatta interamente in italiano e musicata dallo stesso Scarlatti si ripeté l'anno successivo con un'altra importante creazione in "toscano", La forza della virtù musicata da Francesco Feo, altro grande autore della scuola napoletana, su libretto del Tullio.
Nei due decenni successivi, Francesco Antonio Tullio si confermò come uno dei librettisti più richiesti a Napoli, che si era andata nel frattempo imponendo come la massima piazza operistica italiana dopo Venezia. A lui si devono, fra i tanti,  i testi di La festa de Bacco di Leonardo Vinci (1722), Li stravestimente affortunate (1722) di Gianpaolo Di Domenico (o Giovan Paolo De Domenico), Le pazzie d'ammore, di Michele Falco,  e Angelica ed Orlando di Gaetano Latilla che chiuse, nel 1735, la propria traiettoria artistica. Un anno e mezzo più tardi il librettista si spegneva nella città natale.

## Francesco Antonio Tullio e il suo tempo
Tullio fu il primo grande librettista della cosiddetta scuola napoletana del Settecento, che iniziò a svilupparsi con La Cilla. Infaticabile versificatore, sia in lingua italiana che in napoletano, incontrò il favore di un ampio pubblico, di ogni età ed estrazione sociale. Nelle proprie creazioni, in massima parte di genere comico, seppe trasfondere un umorismo schietto e garbato, intervallato da momenti lirico-sentimentali che sarebbero divenuti quasi una costante nel teatro popolare in musica napoletano. Apprezzatissimo dai più celebri compositori del suo tempo, da Alessandro Scarlatti a Leonardo Vinci, da Antonio Orefice a Leonardo Leo, Tullio ebbe una notevole influenza sui giovani librettisti della Napoli della prima metà del Settecento, e in particolare su Gennaro Antonio Federico.

## Libretti d'opera (selezione)
- La Cilla (musica di Michelangelo Faggioli), Napoli, 1707
- Le fenziune abbenturate (musica di Nicola Fago), Napoli, 1710
- Lo finto Armeneio (musica di Antonio Orefice), Napoli, 1717
- Le fente zingare (musica di Antonio Orefice, rielaborata nel 1724 da Leonardo Leo), Napoli, 1717 e 1724
- Il trionfo dell'onore (musica di Alessandro Scarlatti), Napoli, 1718
- La fenta pazza co la fenta malata (musica di Antonio Orefice), Napoli, 1718
- La forza della virtù (musica di Francesco Feo), Napoli, 1719
- La festa de Bacco (musica di Leonardo Vinci), Napoli, 1722
- La Locinna (musica di Antonio Orefice), Napoli, 1723
- Lo 'ngiegno de le femmene (musica di Francesco Corradini), Napoli, 1724
- L'oracolo di Dejana (musica di Francesco Corradini), Napoli, 1725
- La vecchia trammera (musica di Antonio Orefice e Leonardo Leo), Napoli, 1732
- La Rosilla (rielaborazione de La Locinna effettuata da Leonardo Leo), Napoli, 1733
- Angelica ed Orlando (musica di Gaetano Latilla), Napoli, 1735